# Jay-Roy Grot
Jay-Roy Grot (* 13. März 1998 in Arnheim) ist ein niederländischer Fußballspieler.

## Karriere

### Verein
Der in Arnheim, der Hauptstadt der Provinz Gelderland, unweit der deutschen Grenze geborene Mittelstürmer begann mit dem Fußballspielen bei Midden Arnhemse Sportvereniging und wechselte über AVC Vitesse 1892 und ESA Rijkerswoerd in die Voetbal Academie N.E.C./FC Oss, der gemeinsamen Fußballschule vom NEC Nijmegen und des FC Oss (heute TOP Oss). In der Sommerpause des Jahres 2015 erhielt er einen Profivertrag beim NEC Nijmegen und debütierte am 12. August 2017 beim 1:0-Heimsieg gegen Excelsior Rotterdam als 17-Jähriger in der Eredivisie. In dieser Saison kam er zu zehn Einsätzen, kam allerdings ansonsten in der A-Jugend (U19) oder in der zweiten Mannschaft zum Einsatz. Die Profimannschaft kam dabei in der Liga zu einem zehnten Tabellenplatz. Eine Saison später hatte er – noch als A-Jugendlicher – 20 Einsätze in der höchsten Spielklasse in den Niederlanden zu verbuchen, dabei stand Grot in 17 Partien in der Startformation. Die Nimwegener mussten mit dem 16. Tabellenplatz in die Auf- und Abstiegs-Play-offs und erreichten dort die Finalrunde, in der der NEC Nijmegen gegen NAC Breda ausschied und somit den Gang in die zweithöchste Spielklasse der Niederlande antreten musste.
In der Zweitklassigkeit kam Jay-Roy Grot zu einem Einsatz, doch noch im August 2017 schloss er sich in England dem Zweitligisten Leeds United an. In Leeds kam Grot nicht über die Reservistenrolle hinaus und so standen zum Ende der Saison 19 Einsätze (ein Tor) zu Buche, wobei er in 18 Spielen eingewechselt wurde. Zudem kam Jay-Roy Grot zweimal im EFL Cup und einmal im FA Cup zum Einsatz. Nach einem Jahr wurde er in sein Geburtsland an VVV-Venlo verliehen, wo Grot in der Eredivisie zu 33 Einsätzen kam. Dabei pendelte er zwischen Startelf und Ersatzbank. Mit dem zwölften Tabellenplatz gelang den Venloern der Klassenerhalt. Zur Saison 2019/20 wurde er in seine Geburtsstadt an Vitesse Arnheim verliehen. Auch hier konnte er sich nicht in der Startelf etablieren und so kam Jay-Roy Grot bis zum Saisonabbruch, die der Corona-Krise geschuldet war, auf 22 Partien und zwei Toren. Daraufhin folgte die Rückkehr zu Leeds United, der inzwischen in die Premier League aufgestiegen war. Dort kam er allerdings nicht zum Einsatz.
Am 1. Februar 2021 – kurz vor Ende der Transferperiode – wechselte Grot zum deutschen Zweitligisten VfL Osnabrück. Dort unterschrieb er einen Vertrag bis zum 30. Juni 2022. Wegen eines Infektes sowie wegen einer Sprunggelenksverletzung kam er zu lediglich vier Einsätzen als Einwechselspieler. Der VfL Osnabrück belegte den 16. Platz und musste somit in die Relegationsspiele gegen den Drittligisten FC Ingolstadt 04. Nach einer 0:3-Niederlage im Hinspiel sowie einem 3:1-Sieg im Rückspiel stiegen die Osnabrücker wegen der Auswärtstorregel in die 3. Liga ab.
Bereits im Sommer 2021 verließ er den VfL wieder und wechselte nach Dänemark zu Viborg FF. Wegen der Sprunggelenksverletzung, die er sich während seiner Zeit beim VfL Osnabrück zugezogen hatte, kam er erst ab dem sechsten Spieltag zum Einsatz und erkämpfte sich einen Stammplatz in der Offensive der Dänen. Der Aufsteiger schaffte nicht nur den Klassenerhalt, sondern qualifizierte sich auch für die UEFA Europa Conference League, wo sie in den Play-offs gegen West Ham United ausschieden.
Am 2. Februar 2023 gab dann der japanische Erstligist Kashiwa Reysol die Verpflichtung des Stürmers mit einem Dreijahresvertrag bekannt. Nach 21 Ligaspielen wurde sein Vertrag nach der Saison 2024 aufgelöst. Am 4. März wurde der Niederländer dann von Odense BK unter Vertrag genommen, womit er nach Dänemark zurückkehrte. Beim Zweitligisten unterschrieb er einen Zweieinhalbjahresvertrag.

### Nationalmannschaft
Mit der U17-Nationalmannschaft der Niederlande, für die er zehn Spiele absolvierte und zwei Tore schoss, nahm Jay-Roy Grot an der U17-Europameisterschaft 2015 in Bulgarien teil, wo die Niederländer nach der Gruppenphase ausschieden. Dabei kam Grot in allen drei Partien zum Einsatz. Für die U19-Nationalmannschaft spielte er in sechs Partien (ein Treffer) und nahm an der U19-Europameisterschaft 2017 in Georgien teil, in der die Mannschaft im Halbfinale gegen Portugal ausschied. Jay-Roy Grot kam hierbei bis zum Ausscheiden in allen Partien zum Einsatz. Zwischenzeitlich absolvierte er eine Partie für die U18-Mannschaft. Von 2017 bis 2019 absolvierte Grot neun Spiele für die U20-Elf. Am 16. November 2018 lief er beim 0:3 im Testspiel in Offenbach am Main gegen Deutschland einmalig für die U21-Nationalmannschaft auf.